# The Double-D Avenger
Pour les articles homonymes, voir Avenger.
Pour plus de détails, voir Fiche technique et Distribution.
The Double-D Avenger est un film américain réalisé par William Winckler, sorti en 2001.

## Synopsis
Après avoir découvert qu'elle était atteinte d'un cancer du sein, Chastity s'envole pour l'Amérique du Sud en quête du Crockozilla Fruit, une étrange variété de banane à même de la guérir. Certains effets secondaires lui ayant procuré une force herculéenne, elle décide de servir la justice en devenant le Double-D Avenger.

## Fiche technique
- Titre : The Double-D Avenger
- Réalisation : William Winckler
- Scénario : William Winckler
- Production : William Winckler
- Musique : Ron Shore
- Photographie : Raoul Germain Jr.
- Montage : Raoul J. Germain Jr.
- Pays d'origine : États-Unis
- Format : Couleurs - 1,33:1 - Mono - DV
- Genre : Action, comédie
- Durée : 77 minutes
- Date de sortie : 17 septembre 2001 (sortie vidéo États-Unis)

## Distribution
- Kitten Natividad : Chastity Knott (The Double-D Avenger)
- Haji : Hydra Heffer
- Raven De La Croix : le docteur De La Croix
- Forrest J Ackerman : le gardien du musée
- William Winckler : Cousin Billy
- Mimma Mariucci : Pirate Juggs
- Sheri Dawn Thomas : Ooga Boobies
- G. Larry Butler : Al Purplewood
- Gary Canavello : Bubba
- Lunden De'Leon : Ta Ta Leader Orbs
- Andrea Ana Persun : Adolfina Hitbrakes
- Ray Verduzco : Ronaldo the Guide
- Bob Mackey : le shérif
- Steve Wicklas : le député
- Woody Bengoa : le patron du bar

## Autour du film
- Le tournage s'est déroulé à Los Angeles.
- Plusieurs des actrices du film avaient tourné par le passé sous la direction de Russ Meyer, mondialement connu pour ses films mariant humour, érotisme et violence cartoonesque. Nous retrouvons donc Kitten Natividad (UltraVixens), Haji (Faster, Pussycat! Kill! Kill!, Les Enragés de la moto, Bonjour et au revoir, Orgissimo, SuperVixens) et Raven De La Croix (MegaVixens).
- Le gardien du musée est interprété par Forrest J Ackerman, célèbre amateur de science-fiction, écrivain et éditeur du magazine Famous Monsters of Filmland.
- Quelques années après, G. Larry Butler, Gary Canavello, Mimma Mariucci, Sandra Dease et Raven De La Croix rejouaient ensemble sous la direction du cinéaste dans Frankenstein vs. the Creature from Blood Cove (2005).